# Séez
Séez é uma comuna francesa na região administrativa de Auvérnia-Ródano-Alpes, no departamento da Saboia. Estende-se por uma área de 42.55 km². Em 2010 a comuna tinha 2 412 habitantes (densidade: 56,7 hab./km²).